# Allarm
Allarm med utgivningsperioden 1915-1918, var en amerikansk socialistisk 4-sidig månadstidning som huvudsakligen trycktes på svenska, med bas i Minneapolis, Minnesota. Allarm var det officiella organet för den skandinaviska grenen av Industrial Workers of the World (I.W.W.) och publicerades av Scandinavian Propaganda League. Tidigare, från januari till oktober 1915, publicerades tidning under namnet Solidaritet, med bas i Seattle.

## Historia
Tidningen flyttade till Minneapolis på grund av bristen på ekonomiskt och organisatoriskt stöd i Seattle, och i Minneapolis hade Allarm en upplaga på cirka 2000. Redaktörerna i Minneapolis var Carl Ahltéen från 1915 till 1917 och en icke namngiven kommitté som inkluderade Walfrid Engdahl och Carl Skoglund från 1916 till 1918. Alla tre var svenska immigranter och en del av arbetarrörelsen som hade svartlistats och förvisats från Sverige efter storstrejken 1909. År 1917 blev Allarm en halvmånadstidning tills den lades ner i maj 1918.

## Innehåll
Allarm täckte både lokala och nationella nyheter, inklusive rapporter från Industrial Workers of the World's lokalavdelningar och information om arbetsstrejker. Den innehöll även skandinaviska och andra internationella nyheter och tryckte regelbundet artiklar från den anarkistiska och syndikalistiska pressen i Sverige. Poesi, sånger och politiska tecknade serier var annat innehåll som förekom i tidningen - allt för att samla läsekretsen för klasskamp, direkt aktion och solidaritet med andra arbetare.
Återkommande svenskamerikanska skribenter var Ragnar Johansson, Edward Mattson och poeten Signe Aurell. Johansson var en känd syndikalist i Sverige innan han kom till USA 1912, och som ledande propagandist inom I.W.W. kallades han för en talare med "silvertunga". Mattson var en organisatör inom I.W.W. och redaktör för Solidaritet 1915. Aurell immigrerade till Minneapolis från Sverige och arbetade som tvätterska, sömmerska, inom hemtjänsten, aktivist inom arbetarrörelsen, poet och översättare. Hon bidrog med poesi till Allarm som speglade erfarenheter av att vara invandrare och arbetarklass. Aurell och andra hyllade också Josef Hillström (Joe Hill) i flera artiklar.

## Repression
Den 5 september 1917 slog agenter från det amerikanska justitiedepartementet till mot 48 lokalavdelningar från I.W.W. över hela landet och arresterade 166 medlemmar, som anklagades för brott mot U.S. Spionage Act. Allarms redaktör Carl Ahlteen och medarbetarna Sigfrid Stenberg och Ragnar Johansson var några av dom som greps. De ställdes inför rätta på fem anklagalser, inklusive konspiration för att sabotera mot kriget. (Ahlteen hade publicerat en artikel i Allarm som motsatte sig USA:s inblandning i första världskriget och fördömde statens "brutala maskineri".) Deras arresteringar och efterföljande rättegång i Chicago 1918 täcktes utförligt i Allarm under tidningens sista månader, tills den lades ner i maj 1918.
Edward Mattson lyckades undvika arrestering genom att fly till Kanada och så småningom återvända till Sverige, men Ahlteen, Stenberg och Johanson dömdes och sattes alla i fängelse. Efter fem år i fängelse omvandlades deras straff, på villkor att de utvisades och svor att de aldrig skulle återvända till USA. Tillbaka i Sverige blev Stenberg, Johanson och Mattson alla ledande personer i landets syndikalistiska rörelse och SAC Syndikalisterna. 

## Efter nedläggning
När Allarm lades ner gjordes ett försök att starta en ny tidning kopplad till I.W.W. i Minneapolis, kallad Facklan. Tidningen lyckades dock inte lika bra som sin föregångare och det var sannolikt bara ett nummer som någonsin publicerades den 1 september 1918.
Walfrid Engdahl och Carl Skogland, som suttit i Allarms redaktion 1916–1918, stannade i USA och fortsatte som aktivister inom arbetarrörelsen ända in i sina senare år. Engdahl gick med i Farmer-Labour Party i Minnesota på 1930-talet och arbetade en tid i administrationen för Minnesotas guvernör Floyd B. Olson. Skogland spelade en framträdande roll i kuskstrejken 1934 i Minneapolis, ett historiskt ögonblick för fackföreningsrörelsen i USA.